# Miss Global 2025
Miss Global 2025 fue la 11.ª edición del certamen Miss Global, correspondiente al año 2025; la cual se llevó a cabo el 9 de marzo en el The Mall Lifestore Ngamwongwan de la ciudad de Nonthaburi, Tailandia. Candidatas de 61 países y territorios autónomos compitieron por el título. Al final del evento, Ashley Meléndez, Miss Global 2023 de Puerto Rico, coronó a Nguyễn Đình Như Vân, de Vietnam, como su sucesora.

## Resultados
| Posiciones        | Candidata |
| ----------------- | --- |
| Miss Global 2025  | - Vietnam - Nguyễn Đình Như Vân |
| Primera Finalista | - Jamaica - Keri-Ann Greenwood |
| Segunda Finalista | - Puerto Rico - Ediris Rivera |
| Tercera Finalista | - Estados Unidos - Lindsay Becker |
| Cuarta Finalista  | - Filipinas - Xena Ramos |
| Top 12            | - Bielorrusia - Darya Hancharevich - Ecuador - Juliana Robles - Indonesia - Baby Kristami - Japón - Kiko Uchizono ∆ - República Checa - Jana Marvanová § - Suiza - Jordena Dajci - Venezuela - Andrea Del Val                                                                |
| Top 21            | - Bolivia - Tamara Salazar - Canadá - Kristiyana Yordanova - Corea del Sur - Ye Seul Park - Emiratos Árabes Unidos - Douaa Hamdan - India - Sweezal Furtado - Malasia - Eshwinder Kaur - Países Bajos - Lianne Raukema - Samoa - Nicolina Ah Kuoi - Tailandia - Bella Pawita |

- § Votada en el top 12 por Elección del Público.
- ∆ Votada en el top 12 por Voto de Hermandad.

## Premios Especiales
| Título                         | Candidata                          |
| ------------------------------ | ---------------------------------- |
| Elección del Público           | - República Checa - Jana Marvanová |
| Mejor Traje Nacional           | - Sri Lanka - Sanduni Fernando     |
| Mejor en Traje de Gala         | - China - Lizi Qi                  |
| Mejor en Video de Introducción | - India - Sweezal Furtado          |
| Miss Fotogénica                | - Ecuador - Juliana Robles         |
| Miss Simpatía                  | - Túnez - Nada Ouja                |
| Voto de Hermandad              | - Japón - Kiko Uchizono            |

## Candidatas
61 candidatas compitieron por el título:
(En la tabla se utiliza su nombre completo, los sobrenombres van entrecomillados y los apellidos utilizados como nombre artístico, entre paréntesis; fuera de ella se utilizan sus nombres «artísticos» o simplificados).
| País/Territorio                 | Candidata                      |
| ------------------------------- | ------------------------------ |
| Alemania                        | Mona Schafnitzl                |
| Australia                       | Hannah Swart                   |
| Azerbaiyán                      | Deniz Turan İsmiyeva           |
| Bangladés                       | Humayra Binte Shahjahan Hridi  |
| Bélgica                         | Lore Ven                       |
| Bielorrusia                     | Darya Hancharevich             |
| Bolivia                         | Tamara Salazar Gareca          |
| Brasil                          | Anna Martins                   |
| Camboya                         | Khon Srey Khouch               |
| Canadá                          | Kristiyana Yordanova           |
| Chile                           | Mónica de Caro                 |
| China                           | Lizi Qi                        |
| Colombia                        | María José Palencia Naranjo    |
| Corea del Sur                   | Ye Seul Park                   |
| Cuba                            | Freddra Martha Reyes Rodríguez |
| Ecuador                         | Juliana Robles Requelme        |
| Emiratos Árabes Unidos          | Douaa Hamdan                   |
| España                          | Andrimar Gamboa                |
| Estados Unidos                  | Lindsay Lauren Becker          |
| Filipinas                       | Xena Ramos                     |
| Fiyi                            | Nadine Roberts                 |
| Francia                         | Maëva Balan-Merceron           |
| Ghana                           | Adelaide Somuah Twum           |
| Guadalupe                       | Annaelle Ibo                   |
| Hmong                           | Nikki Nsta lab Lee             |
| Hong Kong                       | Chen Shi Man                   |
| India                           | Sweezal Furtado                |
| Indonesia                       | Baby Kristami Coriesza Nauli   |
| Irán                            | Helia Jalilnehzad              |
| Italia                          | Dora Alejandra Celestino       |
| Jamaica                         | Keri-Ann Amanda Greenwood      |
| Japón                           | Kiko Uchizono                  |
| Kazajistán                      | Lyubov Fedorova                |
| Kenia                           | Margaret Ayieko Arego          |
| Liberia                         | Kindness Wilson                |
| Macao                           | Tang Xinyue                    |
| Malasia                         | Eshwinder Kaur Paramgit Singh  |
| México                          | Marisol Gutiérrez Félix        |
| Moldavia                        | Nicolina Harea-Martinova       |
| Mongolia                        | Aminaa Norjmaa                 |
| Nepal                           | Bidhi Lamsar                   |
| Nigeria                         | Evangel Obianujunwa            |
| Nueva Zelanda                   | Courtney Pierce                |
| Países Bajos                    | Lianne Raukema                 |
| Pakistán                        | Anniqa Jamal Iqbal             |
| Polonia                         | Izabela Wróblewska             |
| Portugal                        | Daniela Marques                |
| Puerto Rico                     | Ediris Joan Rivera Berrios     |
| República Checa                 | Jana Marvanová                 |
| República Democrática del Congo | Aliyanna Kutho                 |
| República Dominicana            | Mariell Marlene García         |
| Samoa                           | Nicolina June Ah Kuoi          |
| Singapur                        | Christina Cai                  |
| Sri Lanka                       | Sanduni Fernando               |
| Sudáfrica                       | Zelda Mutshotsho               |
| Suecia                          | Petra Lind                     |
| Suiza                           | Jordena Lajci                  |
| Tailandia                       | Bella Pawita Sunthornpong      |
| Túnez                           | Nada Ouja                      |
| Venezuela                       | Andrea Carolina Del Val Torres |
| Vietnam                         | Nguyễn Đình Như Vân            |

### Candidatas retiradas
- Austria - Alina Oleinicenco
- Camerún - Ariane Ndong Ewane
- Finlandia - Sanni Elina Antikainen
- Marruecos - Meriam Gabriel
- Paraguay - Ariane Vanessa Maciel
- Ucrania - Andriana Deket

### Candidatas reemplazadas
- Bangladés - Kazi Tarana fue reemplazada por Humayra Binte Shahjahan Hridi.
- España - Alianara León fue reemplazada por Andrimar Gamboa.
- Malasia - Carol Lynn fue reemplazada por Eshwinder Kaur Paramgit Singh.
- Pakistán - Mehwish Butt fue reemplazada por Anniqa Jamal Iqbal.

## Sobre los países en Miss Global 2025

### Naciones debutantes
| - Bolivia - Guadalupe - Hmong | - Liberia - Macao |

### Naciones que regresan a la competencia
Compitieron por última vez en 2017:
- Chile
- Fiyi
- República Democrática del Congo
- Sri Lanka

Compitió por última vez en 2018:
- Mongolia

Compitieron por última vez en 2019:
- Cuba
- Ecuador
- Polonia
- Suecia

Compitieron por última vez en 2021/2022:
- Azerbaiyán
- Bielorrusia
- Emiratos Árabes Unidos
- Hong Kong
- Nepal
- Países Bajos
- Suiza
- Túnez

### Naciones ausentes
| - Afganistán - Austria - Bahamas - Bulgaria - Camerún - Croacia - Egipto - Eslovenia - Grecia - Guinea - Haití - Laos - Letonia - Lituania | - Mónaco - Myanmar - Noruega - Palestina - Paraguay - Rusia - Serbia - Sierra Leona - Somalia - Sudán - Taiwán - Turquía - Uzbekistán - Zimbabue |